# Kamanahalli, Shiggaon
Kamanahalli là một làng thuộc tehsil Shiggaon, huyện Haveri, bang Karnataka, Ấn Độ.